# Garissa (stad)
Garissa (Somalisch: Gaarisa) is een Keniaanse stad in de provincie Kaskazini-Mashariki. Het is de hoofdstad van de gelijknamige provincie en van het gelijknamige district. De rivier de Tana, met haar bron in het Aberdare-gebergte, stroomt door de stad.

## Geografie en klimaat
Het landschap van Garissa een dor woestijnland. Het klimaat is zeer warm doordat de stad op een verhoogd plateau ligt, ver weg van de doorgaans koelere kustgebieden. De gemiddelde dagelijkse temperatuur ligt boven de 33 °C (91 °F), 's Nachts zakt de temperatuur naar aangenamere waarden.
| Maand                          | jan  | feb  | mrt  | apr  | mei  | jun  | jul  | aug  | sep  | okt  | nov  | dec  | Jaar |
| ------------------------------ | ---- | ---- | ---- | ---- | ---- | ---- | ---- | ---- | ---- | ---- | ---- | ---- | ---- |
| Gemiddeld maximum (°C)         | 35,3 | 36,2 | 36,7 | 35,5 | 34,5 | 33,0 | 32,3 | 32,4 | 33,6 | 34,8 | 34,5 | 34,0 | 34,4 |
| Gemiddeld minimum (°C)         | 22,3 | 23,0 | 24,2 | 24,4 | 23,3 | 21,7 | 21,0 | 21,2 | 21,6 | 22,8 | 23,5 | 22,9 | 22,7 |
|                                |      |      |      |      |      |      |      |      |      |      |      |      |      |
| Neerslag (mm)                  | 13   | 7    | 38   | 68   | 20   | 8    | 3    | 8    | 7    | 24   | 79   | 77   | 352  |
| Zonuren (uur/dag)              | 8,1  | 8,4  | 8,5  | 9,1  | 9,1  | 8,5  | 8,2  | 8,3  | 9,0  | 9,0  | 8,4  | 7,8  | 8,5  |
| Regendagen (dag)               | 2    | 1    | 4    | 6    | 2    | 2    | 1    | 2    | 1    | 3    | 8    | 5    | 37   |
| Relatieve luchtvochtigheid (%) | 56   | 54   | 56   | 59   | 56   | 54   | 55   | 55   | 53   | 54   | 59   | 62   | 56,1 |

## Demografie
Garissa telt 119,696 inwoners (2009). De bevolking van Garissa komt voornamelijk uit Somalië, en werd al dan niet in overeenstemming met de eigen wil ingeschreven in Kenia. De grootste bevolkingsgroep zijn de Somaliërs, die voornamelijk tot de Ogaden-Darod clan behoren.  Verder zijn er een klein aantal etnische minderheidsstammen. Officiële talen zijn Engels en Swahili.

## Middelen van bestaan
Garissa is als handelscentrum  de commerciële spil van het district Garissa [3] De veeteelt in een belangrijke poot onder de stedelijke economie. De afkomstige producten worden zowel in de regio zelf afgezet als geëxporteerd naar diverse overzeese gebieden. Er is een hoge werkeloosheidsgraad onder de beroepsbevolking 
15-64 jaar: 28.4% (1999)

## Bestuur
Garissa, als hoofdstad van het Garissa district, is zowel de zetel van het Landsgouvernement Garissa, als van het districtsbestuur. Het district bestaat uit zes kiesdistricten (Biashara, Bulla, Jamhuri, Market, Mashambani en Stadium). Alle zes behoren tot het Dujis stemdistrict, dat in totaal uit 13 kiesdistricten bestaat.

## Wildpark
Het Bour-Algi Giraffe reservaat, 5 km zuidelijk van Garissa, is het thuisland van veel bedreigde diersoorten, waaronder de Rothschildgiraffe, de Somalische giraffe, de Gerenuk, Grevys Zebra's en andere planteneters als de Kirk's Dikdiks, kleine Koedoe, het knobbelzwijn en de waterbok. Ook bedreigde Afrikaanse wilde honden lopen hier rond.

## Aanslagen
Op 1 juli 2012 kwamen bij een aanval op twee kerken door de Somalische islamitische terreurbeweging al-Shabaab 17 mensen om, er vielen 45 gewonden. Een groep van zeven aanvallers gooide granaten naar de kerken en openden daarna het vuur.
In februari 2013 werd door een onbekende, waarschijnlijk een lid van al-Shabaab, op de pastor van de East Africa Pentecostal Church en zijn metgezel Abdi Welli geschoten. Deze laatste was een lokaal bekende christelijke bekeerling en werd vermoord, terwijl de pastor zwaargewond raakte.
Op 2 april 2015 kwam Garissa opnieuw in het nieuws door een terreurdaad van al-Shabaab. Ditmaal was de universiteitcampus het doelwit. Er werden 147 studenten en universiteitmedewerkers vermoord, minstens 80 mensen raakten gewond.